# الانتخابات البرلمانية النرويجية 2021
أجريت الانتخابات البرلمانية النرويجية 2021 في 13 سبتمبر 2021. جميع المقاعد الـ 169 في المجلس التشريعي النرويجي، الستورتينغ، كانت متاحة للانتخابات.

## الخلفية
في الانتخابات السابقة، التي أجريت في 11 سبتمبر 2017، احتفظت إرنا سولبرغ من المحافظين بمنصبها كرئيسة للوزراء بعد أربع سنوات في السلطة. وحظيت رئاستها علاوة على ذلك بدعم حزب التقدم والليبراليين والديمقراطيين المسيحيين الذين ضمنوا الحصول على 88 مقعدا من اصل 169 في البرلمان. وفازت المعارضة برئاسة يوناس غار ستوره و‌حزب العمال الذي يتزعمه بواحد وثمانين مقعدًا. ومن بين احزاب المعارضة الأخرى التي أحرزت تقدمًا في الانتخابات حزب الوسط و‌اليسار الاشتراكي والحزب الأحمر والخُضر.